# Rebelión tuareg de 2006
La rebelión tuareg de 2006 es un conflicto armado que forma parte de las rebeliones tuareg contra Malí. Se inició el 23 de mayo de 2006 cuando los rebeldes atacan simultáneamente Kidal y Ménaka. 

## Desarrollo
La rebelión tuareg de 1990-1996 terminó con la firma de un pacto nacional que prevé una mejor integración de los tuaregs en la sociedad maliense, pero una década después algunos de ellos creen que las promesas de este pacto no se mantuvieron. En 2006, Iyad ag Ghali, Hassan Ag Fagaga, Ibrahim Ag Bahanga y Amada Ag Bibi fundaron la Alianza Democrática del 23 de mayo para el Cambio (ADC). Su objetivo es obtener un estatus especial para la región de Kidal. El movimiento apoyado por Argelia.   
El 23 de mayo de 2006 los rebeldes atacan simultáneamente Kidal y Ménaka . En la primera ciudad, se ocupan dos campamentos militares; en el segundo, se saquea la tienda de armas. Los atacantes se retiran con el botín a su santuario: Adrar Tigharghar.
El presidente de Malí, Amadou Toumani Touré, envía refuerzos a Kidal, pero rápidamente comienza a negociar con los rebeldes. Kafougouna Koné, Ministro de Administración Territorial y Gobierno Local, está a cargo del dossier.
El estado maliense empieza también a reformar sus milicias. Se crearán dos: una tuareg, comandada por El Hadj Ag Gamou, y el otra árabe, dirigida por Abderrahmane Ould Meydou  . 
La mediación regresa a Argelia porque los rebeldes rechazaron la participación de los líderes tribales del Norte o la influencia de Libia. Argelia pide el abandono de la demanda de autonomía, el acantonamiento de los rebeldes en Adrar Tigharghar y la prohibición de contactar a otras organizaciones tuareg que están activas en otros países.
Las negociaciones concluyen el 4 de julio de 2006 con la firma de nuevos acuerdos de Argel . Sin embargo, este acuerdo es mal recibido por una parte de la clase política y la prensa maliense, lo que retrasa su aplicación.
Según el antropólogo Jeremy Keenan, especialista del mundo tuareg, la rebelión tenía por único objetivo permitir a Ag Ghali, apoyado por Argelia, federar los movimientos tuareg en la guerra contra el terrorismo en el Sahel. Mientras que los combates contra el ejército de Malí no duraron más de un día, la ADC atacó al GSPC en julio y octubre de 2006. 